# Óscar Yebra
Oscar Yebra Fernández (León, 15 de julio de 1974) es un exjugador español de baloncesto. Fue internacional absoluto con la Selección Española e integrante del equipo que participó en los Juegos Olímpicos de Atenas 2004. Con 2,00 metros de altura jugaba en la posición de alero.

## Biografía
Se formó en las categorías inferiores del Joventut de Badalona y la mayor parte de su carrera deportiva ha transcurrido entre equipos de la zona media de la liga ACB.
En la temporada 2008/09 decide marcharse a la liga iraní y ficha por el Mahram Teherán, uno de los clubes punteros del país asiático. Con el Mahram, Yebra se hace con los títulos de campeón de la liga iraní y del XII Torneo de Clubes del Oeste Asiático.
Tras decidir no aceptar la oferta para renovar en Irán, el jugador regresa a España donde inicia la temporada 2009/10 sin equipo. En febrero de 2010 anuncia que como apoyo al CB Llíria, club con el que se encontraba entrenando pero sin vinculación contractual, que atravesaba unos momentos muy delicados, al borde de la desaparición, iba a jugar de forma desinteresada si recibir salario alguno todos los partidos que dicho equipo disputara durante el mes de febrero. Finalmente acabó disputando un total de 9 partidos en los que promedió 17,4 puntos y 6,6 rebotes.
En agosto de 2010 se anunció su fichaje por el CB Melilla de la liga LEB Oro.

## Perfil como jugador
Yebra se destaca como un especialista en el lanzamiento exterior como lo demuestra el hecho de que finalizó su carrera en la ACB con porcentajes superiores al 40% de media en todas las temporadas que disputó de dicha competición. Además, con sus dos metros de altura y su corpulencia puede alternar su posición natural de alero con labores más interiores más propias de un ala-pívot.

## Trayectoria deportiva
- 1991-92 Joventut Badalona Junior.  España
- 1992-93 Segunda División. Sant Josep Badalona.  España
- 1993-94 Segunda División. Baloncesto León.  España
- 1993-98 ACB. Baloncesto León.  España
- 1998-99 LNB. CSP Limoges.  Francia
- 1999-01 ACB. Gijón Baloncesto.  España
- 2001-04 ACB. Fórum Filatélico.  España
- 2004-06 ACB. Pamesa Valencia.  España
- 2006-08 ACB. Grupo Capitol Valladolid.  España
- 2008-09 Superliga. Mahram Teherán.  Irán
- 2010 EBA. CB Llíria.  España
- 2010-2011 LEB Oro. CB Melilla.  España